# إيرني هوكينز
إيرني هوكينز (بالإنجليزية: Ernie Hawkins)‏ هو موسيقي ومغني وعازف قيثارة أمريكي، ولد في 1947 في بيتسبرغ في الولايات المتحدة.

## وصلات خارجية
- إيرني هوكينز على موقع ميوزك برينز (الإنجليزية)
- إيرني هوكينز على موقع أول ميوزيك (الإنجليزية)
- الموقع الرسمي